# Бранислав Букуров
Бранислав Букуров (Остојићево, 13. мај 1909 — Нови Сад, 20. април 1986) био је српски географ и академик САНУ.

## Биографија
Рођен је 13. маја 1909. године у севернобанатском селу Остојићеву, у учитељској породици. Основну школу је завршио у Остојићеву, а гимназију започео у Кикинди а завршио у Сенти 1927. године. Студирао је на Универзитету у Београду, где је 1931. године дипломирао на Антропогеографској групи Филозофског факултета. Те године је објављен и његов први научни рад Ада. Од тада до смрти, пуних 55 година, протекло је у изванредном стваралачком напору, који се није прекидао ни после пензионисања 1. октобра 1977. године.

### Радна и научна каријера
Након завршених студија једно време је радио као асистент - волонтер на Антропогеографској групи Филозофског факултета у Београду. Од 1933. до 1941. године радио је у Сенти, прво као суплент, а затим као професор Реалне гимназије. За време Другог светског рата и окупације Југославије по сопственој жељи није био у служби.
У годинама пре напада хитлеровске Немачке на Југославију, проучавао је долину Тисе и предао је рад под насловом Долина Тисе у Југославији као докторску дисертацију, пред сам рат. Околности су спречиле одбрану, тако да је она одржана тек 1946. године. Објављена је као посебно издање Српског географског друштва. У децембру 1946. године, као доктор географских наука, постао је професор новоосноване Више педагошке школе у Новом Саду. Током 1957. и 1958. године био је професор на Географској групи Природно - математичког факултета у Београду и директор Географског завода. Одатле се поново вратио у Нови Сад, на старо место професора Више педагошке школе, где је две године водио курсеве из географије и историје.
Године 1961. је прешао на Универзитет у Новом Саду, где је на Филозофском факултету водио четворосеместралну наставу из географије у оквиру Групе за историју. Године 1962. основана је на истом факултету посебна Катедра за географију са првим и другим степеном школовања. Њу је, као њен оснивач, водио професор Букуров. Он је остао и шеф катедре и када је она 1969. године ушла у састав Природно-математичког факултета у Новом Саду. Од 1976. године он је био директор Института за географију на истом факултету и на тој функцији је остао до пензионисања 1977. године.

## Научни допринос

### Физичка географија
Његов научни допринос у физичкој географији је низ значајних студија у којима су изнесена оригинална схватања о генези макро и и микро рељефа Војводине. Извршио је класификацију крупних елемената рељефа на: планине, пешчаре, лесне заравни, лесне терасе, алувијалне равни и тектонске депресије. Први је утврдио да у алувијалној равни Дунава (Бачка, Банат) сем инундационе равни, постоји и фрагментирано очувана површина више од ове равни. Назвао ју је алувијална тераса и утврдио њене границе, морфометријске карактеристике, геолошки састав и генезу.
Међу радовима ове групе издвајају се аналитичке и синтетичке студије: Три бачке долине: Криваја, Мостонга и Јегричка (1950), Геоморфолошке црте новосадске околине (1951), Геоморфолошке црте јужне Бачке (1953), Геоморфолошки приказ Војводине (1953), Геоморфолошки прилике банатског Подунавља (1954), Геоморфолошки прилике северног Баната (1961), Проблеми генезе у рељефу Војводине (1966), Геоморфолог и ја Шајкашке (1971), Физичко-географски проблеми Бачке (1975), Синтетичка разматрања геоморфолошког проблема на територији Војводине (1982) (приступна беседа у Војвођанској академији наука и уметности 1981. године) и Геоморфолошки проблеми Баната (1984).

### Друштвена географија
Научни допринос академика Бранислава Букурова у друштвеној географији изражен је кроз два правца истраживања. У првом су дате научне основе привредно - саобраћајне географије, кроз анализу деловања природних и друштвених фактора на одређеном простору, њихове повезаности и узајамних утицаја у развојном процесу. У другом је дат велики број значајних студија становништва Војводине и сеоских и градских насеља Покрајине. Оригиналне су и веома значајне студије порекла становништва Војводине и његових миграционих кретања.
У првој групи поменутих радова треба истаћи научну вредност студија: Велики канал Дунав—Тиса—Дунав (1949), Привредно - географске прилике и саобраћајне везе фрушкогорске области (1951), Удео и место Војводине у ратарској производњи Југославије (1956), Географске основе бачке пољопривреде (1958), Мостови на великим рекама Југославије и њихов привредно - саобраћајни значај (1964), Привредне прилике Шајкашке, Географске основе жељезничког саобраћаја у Бачкој (1972), Алувијалне равни као животни простор на територији Војводине (1975).

### Географија становништва и Демографија
Први рад из географије становништва - Последице миграције у северозападном Потисју, објављен је 1939. године. Ту је проучено насељавање Црногораца, Босанаца, Личана и других у бивши сенћански срез, њихово прилагођавање на нову средину као и њихов утицај на ту средину. У раду Порекло становништва Војводине (1957) проучени су насељавање Босанаца, Херцеговаца, Личана, Кордунаша, Македонаца, Црногораца и Словенаца на територију Војводине после Другог светског рата. Ту су проучене демографске карактеристике и структуре миграната и прорачунати и приказани миграциони биланси свих република друге Југославије. Врло корисни су подаци о распореду насељеника по војвођанским срезовима и градовима, њихов процентуални удео у укупном становништву као и преглед становништва Војводине по републикама рођења и њихов етнички састав.
Написао је радове: Утицај географске средине на новодосељено становништво Војводине (1961), Колонизација Бачке за време Другог светског рата (1971), Спољашње миграције народа Југославије изеђу два светска рата (1976) и Етничка структура радника који су привременом раду у иностранству (1976).

### Регионална географија
Остварења која се по свом значају издвајају су: Вршачке планине (1950), Остојићево (1966), Војводина, знаменитости и лепоте (1968), Бачка, Банат и Срем (1978). У ову групу такође спада низ монографија војвођанских општина: Општина Бачки Петровац (са Павелом Хрћаном, 1976), Општина Ада (1979), Општина Беочин - географска монографија (са мр Живаном Богдановићем, 1981), Општина Жабаљ (1983), Суботица и њена околина (1983), Географска монографија општине Тител (1986), и Општина Рума - географска монографија (са др Слободаном Ћурчићем, 1990), која је објављена посмртно. Професор Букуров објавио је 371 научни и стручни рад, а од тога 21 у последњих 10 година свог живота. Осим у шест случајева он је био једини аутор. У току читавих 20 година био је секретар Одељења за природне науке Матице српске и уредник Зборника за природне науке овог одељења.

## Признања за научна и педагошка достигнућа
За дописног члана Српске академије наука и уметности изабран је 1968. а за редовног члана 1978. године. Приликом избора првих чланова у Војвођанској академији наука и уметности, 4. децембра 1979. године др Бранислав Букуров изабран је за њеног редовног члана. Добитник је медаље Јован Цвијић (1966), највишег признања које Српско географско друштво додељује најистакнутијим географима. Године 1976. додељена му је награда АВНОЈ-а, највеће признање савезног значаја. Међу југословенским географима он је једини добитник ове награде. Он је такође носилац Седмојулске награде СР Србије за 1972. годину. Одликован је Орденом рада трећег реда, добио је првомајску награду Синдиката Војводине и Плакету Друштва географа Војводине 1986. године за изузетан рад и постигнуте резултате у настави и науци.
Бранислав Букуров умро је 20. априла 1986. године у Новом Саду.